# 1933 en Italie
Chronologie de l'Italie
- 1929
- 1930
- 1931
- 1932
- 1933
- 1934
- 1935
- 1936
- 1937

Cette page concerne l'année 1933 du calendrier grégorien.

## Événements
- 23 janvier, Italie : création de l’Institut pour la reconstruction industrielle (IRI) destiné à remédier aux faillites[1]. L’État devient capitaliste.
- 14 mai : béatification de Gemma Galgani (1878-1903) par le pape Pie XI[2].
- 7 juin : le pacte d’Entente et de collaboration, Pacte à quatre modifié en raison de l’opposition des pays de la Petite Entente, est paraphé par les ambassadeurs de France, d’Allemagne, de Grande-Bretagne et par Mussolini[1]. Ce projet est destiné à maintenir la paix en Europe dans le cadre de la SDN.

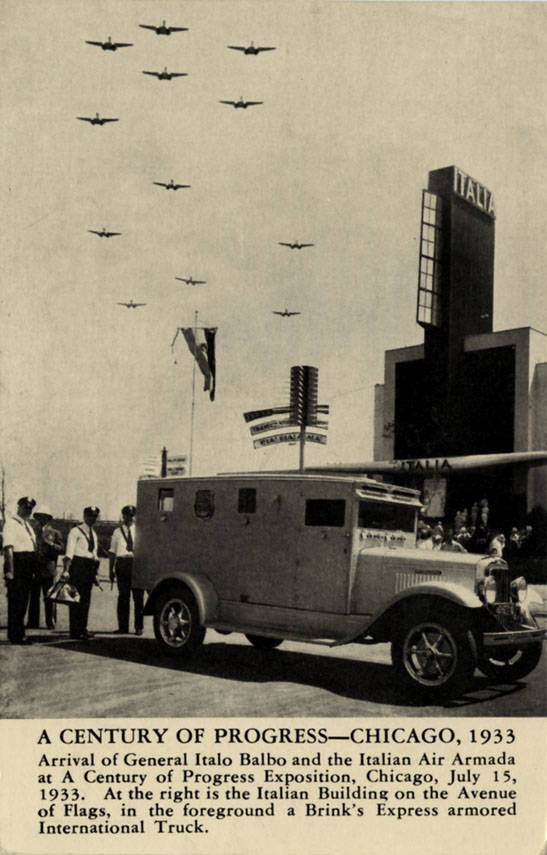
Arrivée du général Italo Balbo et de l'Armada aérienne italienne à Chicago.

- 1er juillet - 12 août : traversée aérienne Rome - Chicago (Crociera Aerea del Decennale)[1].

- 19 août : rencontre entre Mussolini et le chancelier autrichien Dollfuss à Riccione[1].

- 2 septembre : l'Italie et l'Union soviétique signent un pacte de non agression et de neutralité[3].
- 2-5 décembre : voyage officiel à Rome du commissaire du peuple soviétique aux Affaires étrangères Maxime Litvinov. Il visite les chantiers des marais pontins[4].

## Culture

### Littérature
- 15 novembre : fondation à Turin par Giulio Einaudi de la maison d'édition Giulio Einaudi Editore[5].

#### Prix et récompenses
- Prix Bagutta : Raul Radice (it),Vita comica di Corinna, (Ceschina)
- Prix Viareggio : Achille Campanile, Cantilena all'angolo della strada

## Naissances en 1933
- 18 janvier : Lyla Rocco (Maria Luisa Rocco), actrice. († 17 janvier 2015)
- 8 mars : Luca Ronconi, comédien, metteur en scène de théâtre et d'opéra, directeur de théâtre et directeur d'opéra. († 21 février 2015)
- 18 mars : Severino Poletto, cardinal, archevêque de Turin.
- 30 mai : Stefano Rodotà, juriste et homme politique. († 1er juin 2017)
- 9 juin : Mario Donatone, acteur. († 14 avril 2020)
- 26 juin : Claudio Abbado, chef d'orchestre. († 20 janvier 2014)
- 1er juillet : Félix Ayo, violoniste d'origine basque, l'un des fondateurs et premier violon solo de l'ensemble I Musici.
- 17 août : Nando Angelini (Ferdinando Angelini), acteur. († 7 août 2020)
- 25 août : Roberto De Simone, acteur et compositeur de musique de films.
- 24 septembre : Raffaele Farina, cardinal, archiviste des archives secrètes du Vatican.
- 29 octobre : Italo Moretti (it), journaliste et essayiste. († 9 janvier 2020)
- 2 novembre : Antonio Puddu, écrivain. († 26 janvier 2022).
- 9 décembre : Franco Fontana, photographe.
- 17 décembre : Giuseppe Zamberletti, homme politique. († 26 janvier 2019)

## Décès en 1933
- 14 février : Cesare De Titta, 71 ans, poète. (° 27 janvier 1862)